# Frederic Rahola i Trèmols
Frederic Rahola i Trèmols (Cadaqués, Alt Empordà, 18 de juliol de 1858 - 10 de novembre de 1919) fou un economista i polític català. Va ser alumne de l'Institut Ramon Muntaner. Estudià dret a la Universitat de Barcelona i es doctorà a Madrid el 1879 amb un treball sobre l'emigració europea als Estats Units. El 1881 participà en el Congrés Jurídic de Barcelona i fou secretari del Congreso Nacional Mercantil, celebrat amb motiu del quart centenari de Cristòfor Colom. Del 1890 al 1902 fou secretari general del Foment del Treball Nacional i aprofità el càrrec per a elaborar les reivindicacions econòmiques dels industrials catalans de caràcter proteccionista. El seu germà, Víctor Rahola i Trèmols, fou metge i escriptor. Va estar casat amb Caritat Serinyana.

## Biografia

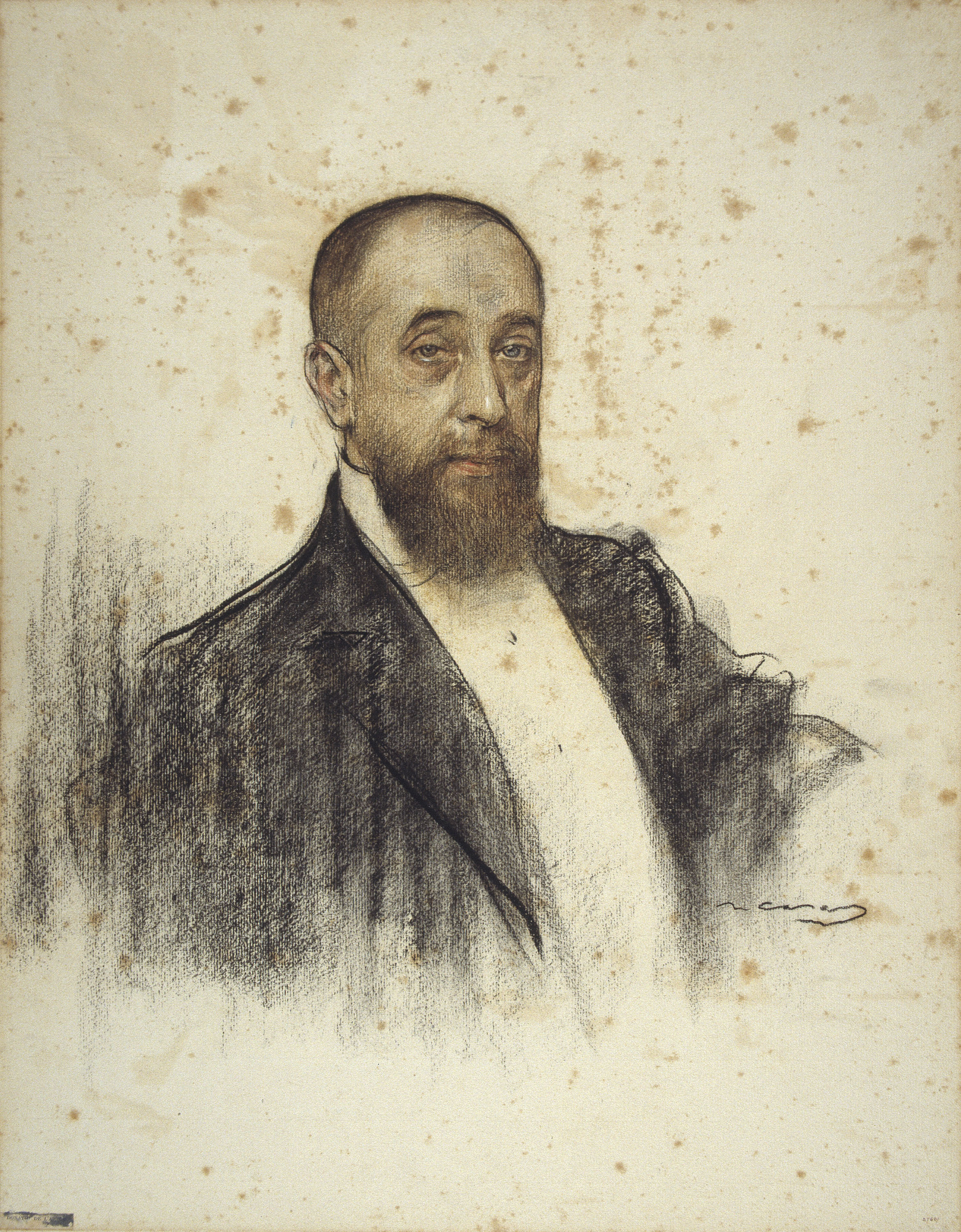
Rahola vist per Ramon Casas (MNAC)

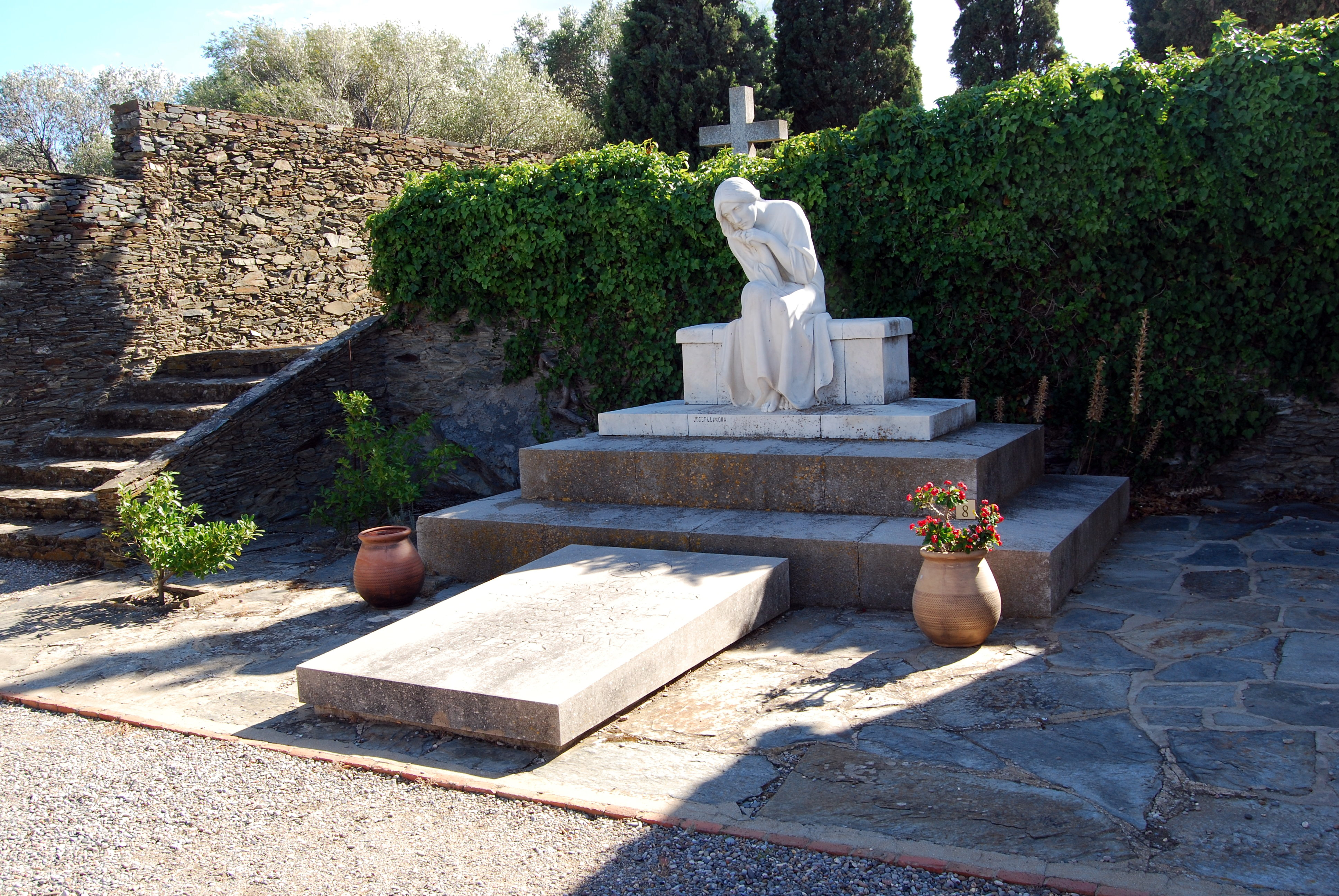
Tomba de Frederic Rahola i Trèmols al Cementiri de Portlligat

Havia nascut en el si d'una família benestant de propietaris i armadors de Cadaqués. Vinculat al Partit Liberal Conservador, a les eleccions generals espanyoles de 1896 en fou escollit diputats per Vilademuls (Gironès). El 1898 fou delegat tècnic de Foment del Treball Nacional a la Pau de París, on hi advocà per mantenir la sobirania espanyola a les Filipines. Després defensà l'adopció de mesures per tal d'evitar una crisi de sobreproducció tèxtil, com la recerca de nous mercats americans, la reforma de les lleis aranzelàries i fiscals, la creació d'un banc d'exportació o l'establiment d'un port franc de Barcelona, algunes de les quals s'aconseguiren.
El 1899 s'oposà als pressupostos de Raimundo Fernández Villaverde i redactà els greuges de Foment del Treball, alhora que visitava països on el tèxtil era matèria important per a les exportacions. El 1901 fundà la revista Mercurio, per tal de fomentar el comerç amb Amèrica, i el 1903 amb Josep Zulueta i Gomis visità Buenos Aires per a promoure l'exportació de productes catalans. Això l'acabà vinculant a la Lliga Regionalista, partit amb el qual fou elegit diputat el 1905 per Barcelona i el 1907 per Igualada. Del 1910 al 1918 ocupà un escó al Senat per la circumscripció de Girona, on fou portaveu del grup parlamentari de la Lliga.
Fundà l'Institut d'Estudis Americanistes, convertit el 1911 en Casa d'Amèrica, i fou professor d'estudis americanistes. També va escriure articles a Revista de Catalunya, El Trabajo Nacional, La Renaixença i La Publicitat. Va participar sovint en els Jocs Florals i fou president de l'Acadèmia de Jurisprudència i Legislació de Catalunya i membre de l'Acadèmia de Bones Lletres. També va col·laborar en la Geografia General de Catalunya de Francesc Carreras i Candi.
Segons Josep Pla és el nom "de més pes i de més eficàcia" de Cadaqués perquè "va trencar amb els segles d'isolament" de la vila impulsant la carretera, el telèfon, el telègraf, el correu diari, la llum elèctrica i l'escola de noies amb el nom de la seva esposa Caritat Serinyana.

## Obres
- Algunas noticias acerca de las antiguas comunidades de pescadores en el Cabo de Creus. Memoria leída en la Real Academia de Buenas Letras de Barcelona el día 13 de junio de 1903 (1904)
- Relaciones comerciales entre España y América (1904)
- La rescisión arancelaria (1904)
- Sangre Nueva (1905)
- El trust del capital y el sindicato obrero (1910)
- Del comerç antic i modern de Tarragona (1911)
- Presente y porvenir del comercio hispano-americano (1917)
- Aspectos económicos de la Gran Guerra (1917)
- Programa americanista de la postguerra (1919)
- Catecisme de ciutadania (1919)
- El comercio de Cataluña con América en el siglo XVIII (1931)

Obres presentades als Jocs Florals de Barcelona
- L'última aureneta (1880)
- Elegia (1895)
- Tramuntana (1897) (Premi de l'Englantina d'or)
- Los barcos que passen (1901) (Segon accèssit a l'Englantina d'or)
- La llengua trossejada (1902)
- Al golf de Roses (1907)
- Al fill que no ha vingut (1910) (Primer accèssit a la Viola d'or i d'argent)
- Filemón i Baucis (1915) (Premi de la Flor Natural)
- La meva illa (1916)
- La veu dels morts (1917) (Premi de la Viola d'or i d'argent)